# Krakowskie Pogotowie Ratunkowe
Krakowskie Pogotowie Ratunkowe – podmiot leczniczy niebędący przedsiębiorcą, samodzielny publiczny zakład opieki zdrowotnej należący do samorządu województwa małopolskiego, powołany w celu udzielania świadczeń zdrowotnych.
Początki istnienia Krakowskiego Pogotowia Ratunkowego sięgają 6 czerwca 1891, gdy powstało Krakowskie Towarzystwo Ratunkowe. Powstało na wzór pogotowia wiedeńskiego i było drugą tego typu instytucją w Europie. Początkowo dyżury w KOTR były nieodpłatne, ale od 1904 r. ochotnikom zaczęto płacić za dyżury.